# فرط وظيفة الغدد التناسلية
فرط وظيفة الغدد التناسلية هي حالة فرط وظيفي توجد في الغدد التناسلية. يمكن أن تكون واضحة في مرحلة البلوغ المبكر، وهذا يحدث عند زيادة مستويات الإستروجين والتستوستيرون والهرمونات الحيوية للتطور الجنسي بشكل غير طبيعي. في بعض الحالات يمكن أن يحدث بسبب ورم خبيث، ولكن الأكثر شيوعًا أن يكون الورم حميد. تعتبر الستيرويدات الابتنائية أيضًَا سببٌ رئيسيٌ لحدوث نشاطٍ إندروجين وإستروجين وظيفي عالي. قد تشمل أعراض الحالة البلوغ المبكر، والنمو السريع في سن المراهقة، وارتفاع الرغبة الجنسية، وحب الشباب، وفرط الشعر المُفرط وغيرها.